# Xenodexia
Xenodexia is een monotypisch geslacht van straalvinnige vissen uit de familie van de levendbarende tandkarpers (Poeciliidae).

## Soort
- Xenodexia ctenolepis Hubbs, 1950